# Olivier Zablocki
Olivier Zablocki est un activiste du Web indépendant et un entrepreneur de l'internet territorial, né le 6 août 1955 à Courbevoie (Hauts-de-Seine), décédé le 25 août 2017 à Frémainville (Val-d'Oise).

## Résumé biographique
Olivier Zablocki suit des études à l'Institut d'études politiques de Paris. Jugeant cette école déterminée par l'élitisme et la reproduction sociale, il l'abandonne après deux ans et revient à sa passion de jeunesse pour le dressage de chevaux et la pédagogie équestre. Il travaille ensuite pendant une quinzaine d'années dans le domaine de la production audiovisuelle où il produit essentiellement des films pédagogiques et des documentaires sur les paysages des régions de France. Le tournant est pour lui l'irruption du web au milieu des années 1990. Dès lors, il se consacre à l'exploration d'usages émancipateurs de l'internet au niveau des territoires. Il est l'auteur du concept d' "Initiative Coopérative d'Information" (ICI) auquel il tente de donner corps à travers de nombreux projets d’autoproduction "hors marché" de "réseaux socio-numériques locaux" et d'infrastructures de télécommunication indépendantes dans le cadre de plusieurs communes ou territoires français. Il devient peu à peu une figure française de la prospective territoriale et des projets mêlant écologie, patrimoine et réseaux, inspirant de nombreux autres entrepreneurs.  

## Radiophare
En juillet 1999, Olivier Zablocki crée l'Initiative Coopérative d'Information Radiophare sous la forme d'une association dans le but de raccorder territoire numérique et territoire physique au travers du site web radiophare.net et de plusieurs listes de discussions. Radiophare trouve très vite une occasion concrète de s'investir en réaction au naufrage du pétrolier Erika le 12 décembre 1999 au large de la Bretagne. Pendant cette crise, Radiophare fait office de bureau «virtuel», réunissant non seulement des géomaticiens et des spécialistes du littoral mais aussi des activistes et des artistes qui développent des logiciels et échangent ainsi des cartes et des analyses. Radiophare réussit à mobiliser de nombreux citoyens pour signaler la présence de pétrole sur la côte, les transformant ainsi en « vigies littorales », notamment à l'aide de cartes interactives qu'ils renseignent en ligne, sans doute parmi les premières de ce genre sur le web. Ces cartes de pollution côtière s'avèrent mieux renseignées et plus à jour que celles établies par les pouvoirs publics.
Olivier Zablocki est invité dans de nombreuses conférences,,,, Radiophare est remarqué par la presse,, et les institutions françaises, en particulier par le haut fonctionnaire et auteur Jean-Paul Baquiast, rédacteur en 1998 à la demande du premier ministre, Lionel Jospin, du "rapport Baquiast" sur les apports d'Internet pour la modernisation du fonctionnement de l'État. Jean-Paul Baquiast considère Radiophare comme " une expérience intéressante, nouvelle en France, permettant aux bonnes volontés "citoyennes" de se rapprocher via internet pour exercer des missions de quasi service public, dans le domaine de l'information comme dans celui de l'action",. Ainsi Radiophare devient rapidement partenaire de Admiroutes, le site et l'association du même nom fondés par le haut fonctionnaire, faisant office à l'époque de centre de ressources sur les questions de prospective territoriale liées au numérique, et ils s'adressent ensemble aux pouvoirs publics.
Radiophare voit le jour dans le contexte du tournant de l'année 2000. À ce moment, émerge en France ce qu'il est convenu d'appeler le "web indépendant" en résistance à la bulle internet et à la montée en puissance des GAFAM. Cela se traduit par de nombreuses initiatives telles Altern (hébergeur et système d'hébergement libres et gratuits), le MiniRézo (réseau de webmestres indépendants), SPIP (logiciel libre de gestion de contenu) ; projets auxquels Olivier Zablocki contribue à plus d'un titre,, et aussi le portail GeoRézo consacré à la géomatique dont il suscite la création dans le prolongement de l'expérience Radiophare,,.
L'engagement d'Olivier Zablocki en faveur des usages émancipateurs de l'internet au niveau des territoires le conduit en 2001 à présenter sa candidature pour la mairie de sa commune de résidence Saint-Martin de Ré, sur la base de ce projet politique, et à obtenir le statut d'opérateur de télécommunication,. Cette candidature étant restée sans suite, à partir de 2002, Olivier Zablocki tente de mettre en œuvre sa vision sur d'autres territoires de France métropolitaine, y compris en Corse.

## Les Initiatives Coopératives d'Information
La notion d'Initiative Coopérative d'Information (ICI) peut être décrite comme une sorte d'association de propriétaires spécialement destinée à la gestion des réseaux et de leurs usages locaux conçus comme des « communs ». Elle a vu le jour le 9 juillet 1999 sous la forme du manifeste dit « de Saint-Étienne » dont Olivier Zablocki est l'un des principaux rédacteurs lors de la première Université d'été francophone sur le développement durable et les systèmes d'information. Pendant plusieurs années, Olivier Zablocki a théorisé cette notion, et a tenté de l'appliquer en organisant des "auditions publiques" (sur le modèle de la réunion fondatrice de Radiophare le 22 décembre 1999 sur l'île de Ré) et en développant plusieurs projets de réseaux locaux, souvent à contre-courant de la politique institutionnelle en matière d'aménagement numérique du territoire,,.    
Les multiples tentatives de créations de réseaux locaux, ayant recours selon les cas à des technologies Wi-Fi, boucle locale radio ou fibre optique, comme au rond-point des Coustilles (Saint-Germain-Lembron, Puy-de-Dôme, 2010), au Jardins de l'intendance (L'Isle-Bouzon, Gers, 2012),,, ou encore à Villiers-le-Mahieu, Yvelines en 2010, resteront au stade d'expérimentations techniques préliminaires, ou de discussions préalables avec les municipalités concernées. Néanmoins, certains spécialistes de l'aménagement numérique du territoires continuent de penser que la stratégie proposée par Olivier Zablocki sous le nom ULIX/Code361, reste prometteuse.   

## Thèses et citations
"Je me fous de l'Erika. L'important c'est de changer d'attitude, d'être en position d'apprentissage, de reprendre possession de soi même par rapport à un monde dans lequel on est le plus souvent poussé à la passivité. De retrouver la liberté d'agir et de réagir différemment. Et ça, ce n'est pas un résultat qui se mesure en termes d'audience."
"Ce n'est pas en mettant la technologie au centre que l'on retrouvera un brin de cohérence sociale. C'est la société qui est au centre et qui, si elle a beaucoup à gagner à s'adosser à l'Internet, doit d'abord se retrouver elle-même."
"Cela n'existe pas de commencer par "penser global". Nous sommes tous ici, quelque part, et notre conscience du monde commence par se frotter à un paysage. Qu'il soit urbain ou rural cela reste constitutif et c'est une folie de technophile que d'imaginer faire l'économie de cette initiation : penser local... et peut-être, de fil en aiguille, agir global."
"L'auto-proclamée révolution web2 est une sorte de tabouret à un pied qui a bien du mal à servir à autre chose qu'à traire les vaches à lait"

"Orange partout, Internet nulle part !"

## Réception et critiques
Dès l'irruption de Radiophare, l'expérience est citée par de nombreux observateurs des transformations sociétales liées à l'Internet. Par exemple, en 2000, le chercheur Jean-Louis Weissberg analyse Radiophare comme un exemple d'"auto-médiation" bouleversant les processus de la médiation classiques "puisque le réseau permet aux acteurs d’un événement de devenir les producteurs et diffuseurs naturels de l’information qui concerne cet événement".
En 2008, en guise de bilan provisoire des expériences locales, mais aussi dans une perspective globale,  le chercheur Olivier Auber coopère avec  Olivier Zablocki pour rédiger une contribution aux "assises du numérique" de la Semaine de l'Internet Mondial de Paris, intitulée "GAME OVER. Changeons l'Internet !" relayée par l'Internet Society France et la Fondation P2P et publiée en 2011 dans l'ouvrage collectif "Réseaux sociaux. Culture politique et ingénierie des réseaux sociaux" dirigé par le philosophe Bernard Stiegler.
En 2010, le chercheur Nicolas Benvegnu soutient sa thèse sur La Démocratie à l’épreuve d’outils informatiques de débat public qui comprend une enquête de terrain sur l'expérience Radiophare. Il détaille la genèse de l'idée, issue d'échanges entre Olivier Zablocki et son ami Henri Guéguen dans le cadre d'une liste de discussion consacrée au peintre surréaliste Yves Tanguy. Il montre aussi comment Radiophare a inspiré directement des projets similaires sur d'autres territoires, notamment en 2002, un site de concertation publique pour l'aménagement de la RN19 animé par Jacques Chatignoux. 
En 2011, le chercheur Jean-Pierre Jambes, dans une étude consacrée au "développement numérique des espaces ruraux" s'appuie sur les travaux d'Olivier Zablocki et d'autres « défricheurs qui tentent de transformer des espaces encore en marge de la société de l’information en [...] terroirs numériques. » Il en montre aussi les limites, intrinsèques, ou liées à la résistance des institutions et du marché.
En 2017, les expériences d'Olivier Zablocki sont également analysées par le chercheur Philippe Vidal pour décrire ce qu'il appelle une « nouvelle grille d'interprétation géographique de la relation TIC et Territoires. »

À la suite du décès d'Olivier Zablocki, l'un de ses amis rétais lui adresse une critique en forme d'hommage :
Je t'ai taquiné bien des fois en comparant certains de tes projets à des fusées dressées vers le ciel qui ne décollent jamais. Mais qu'importe ils étaient autant de beaux projets et tu avais toujours le même enthousiasme pour essayer de les faire aboutir face aux vents contraires des conservatismes et de la frilosité ambiante. Au fond, tu illustrais à la perfection la devise de tous les grands volontaristes, celle de Guillaume d'Orange : il n'est pas nécessaire d'espérer pour entreprendre, ni de réussir pour persévérer.